# Christian von Loß
Christian, hrabia von Loß (ur. 2 grudnia?/12 grudnia 1698 w Weißenfels, zm. 22 sierpnia 1770 w Dreźnie) – saski polityk i dyplomata.

## Życiorys
Christian von Loß pochodził ze starej miśnieńskiej szlachty. Po studiach wyruszył w Grand Tour. Jego kariera w saskiej służbie rozpoczęła się w 1721 gdy został członkiem dworskiej rady  Hof- und Justizienrat. Od 1728 miał na dworze stanowisko tzw. Kammerherr. Gdy w roku 1741 jego brat Johann Adolph von Loß został przeniesiony ze stanowiska posła saskiego w Monachium do Paryża, Christian zajął jego miejsce. W bawarskiej stolicy wspierał jako reprezentant życzliwej dworowi monachijskiemu Saksonii, kandydaturę elektora bawarskiego Karola o koronę cesarską.
Jeszcze w 1741 von Loß i dwaj inni sascy dyplomaci: Johann Friedrich von Schönberg i Rupert Florian Freiherrn von Wessenberg reprezentowali Saksonię na elekcji cesarskiej we Frankfurcie nad Menem. Za zasługi tam odniesione Loß i Schönberg zostali podniesieni do godności hrabiów (Graf) Rzeszy, podobnie jak, wspomniany już brat von Loßa Johann. Po wyborze elektora Bawarii Karola Alberta na cesarza, jako Karola VII, Loß pozostał we Frankfurcie, jako reprezentant Saksonii przy nowym dworze cesarskim w tym mieście. 
Kiedy latem 1745 roku zmarł "bawarski cesarz", Loß pośredniczył w rozmowach pokojowych między Wiedniem a Monachium, jeżdżąc między do obu miastami. Po wyborze na cesarza męża władczyni Austrii Marii Teresy, Franciszka Stefana Lotaryńskiego, podążył (1745) z cesarska parą do Wiednia, gdzie do 1749 pozostał jako saski poseł. Po powrocie z Wiednia odszedł z dyplomacji by zostać członkiem rządu, w ramach którego pełnił liczne ministerialne funkcje.